# Krokodilklemme

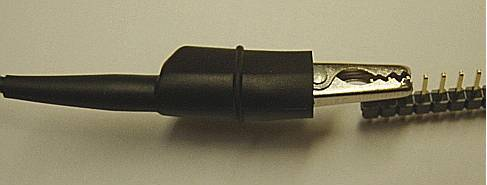
Krokodilklemme mit Schutzhülle und Leitungsanschluss an einer Stiftleiste

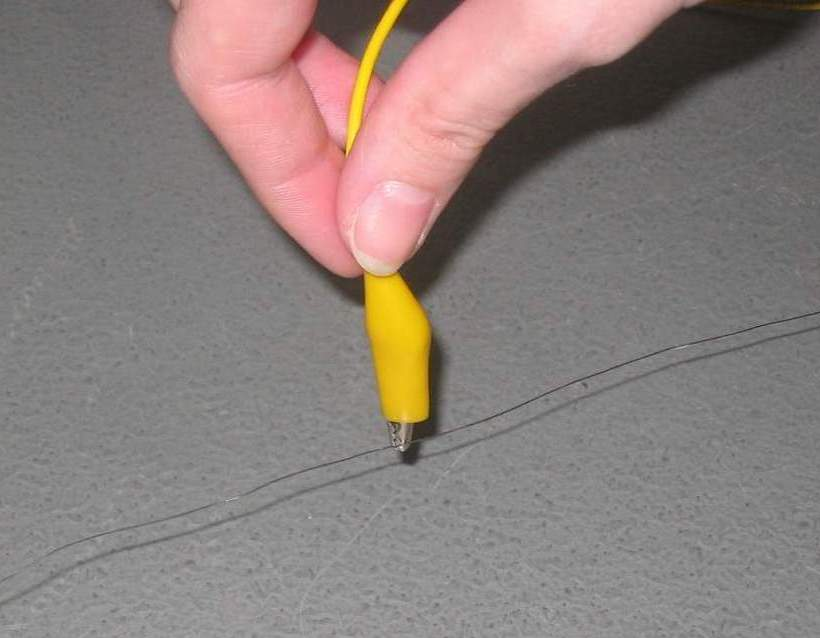
Handelsübliche Ausführung von Experimentierstrippen mit isolierten Krokodilklemmen

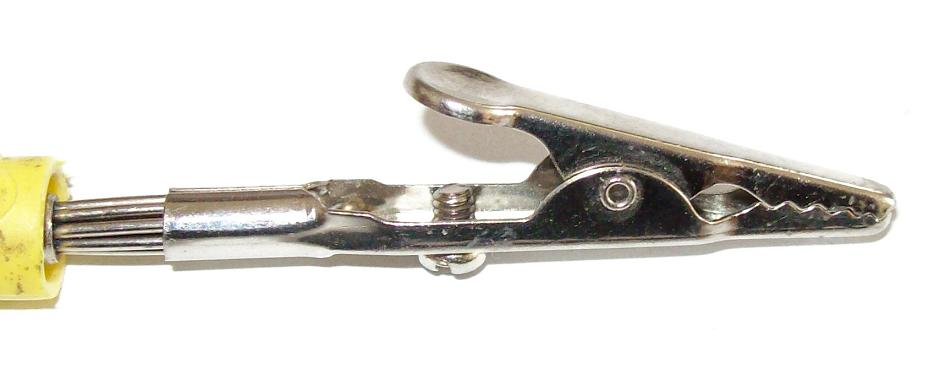
Krokodilklemme für 4-mm-Bananenstecker

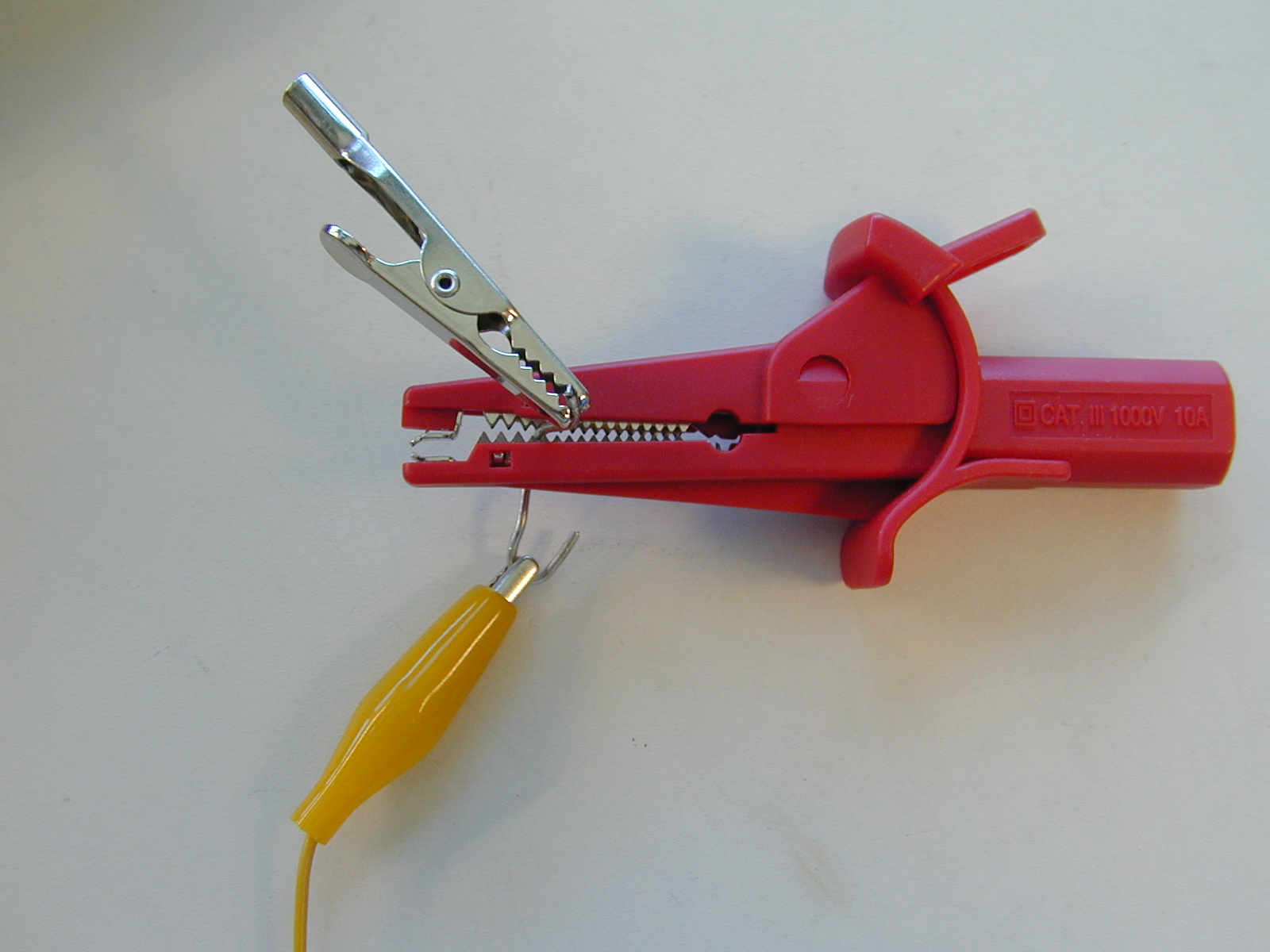
Ausführungen von Krokodilklemmen

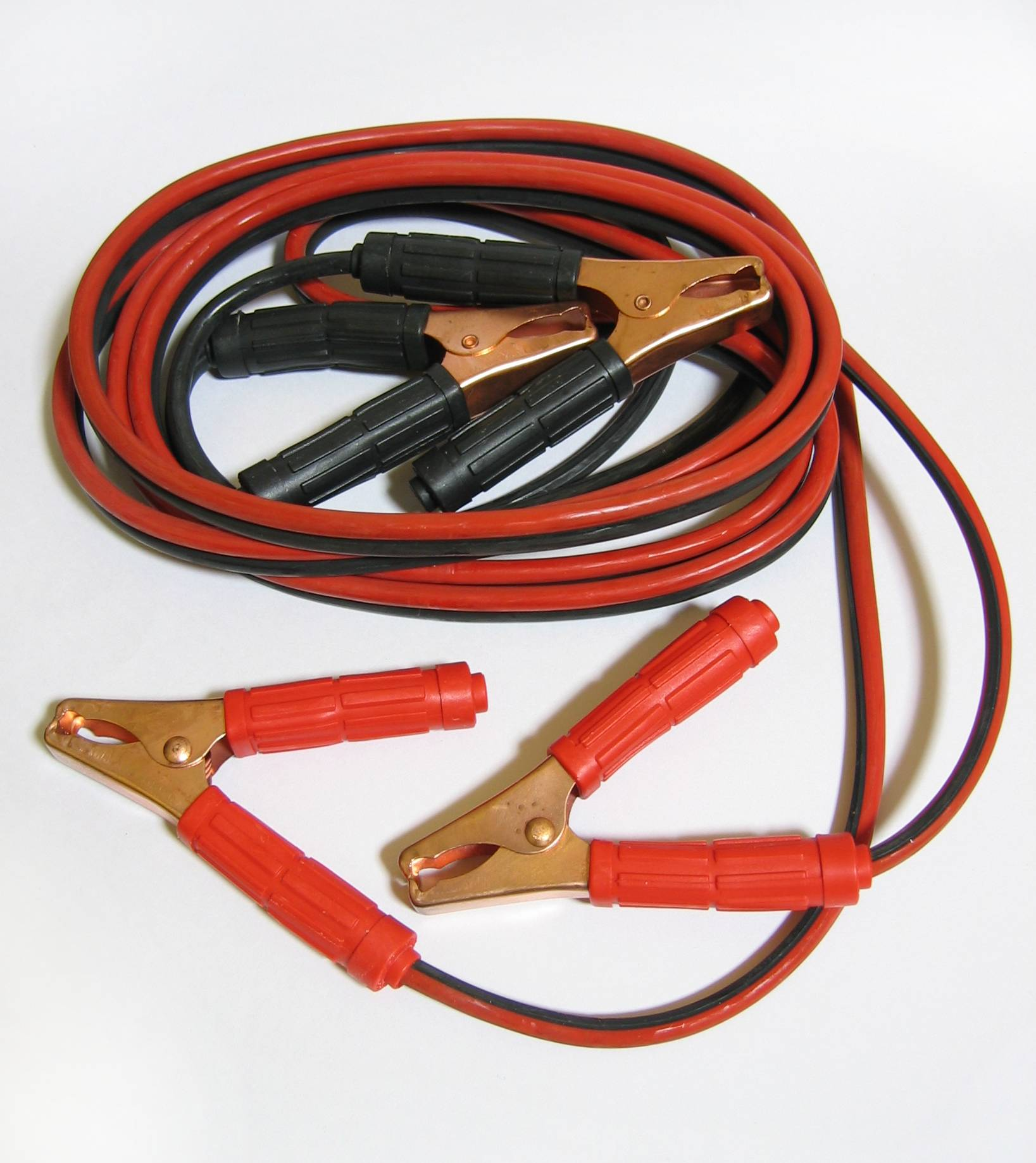
Großformatige Klemmen an einem Starthilfekabel

Eine Krokodilklemme, kurz auch Krokoklemme genannt, dient in der Verbindungstechnik der Elektrotechnik anstelle einer Klemme bei Versuchsaufbauten zur schnellen Herstellung einer lösbaren elektrischen Verbindung zu einem elektrischen Leiter (beispielsweise Draht oder Bauteilanschluss).

## Geschichte
Die Krokodilklemme wurde 1906 erfunden und von der 1908 gegründeten Firma Mueller Electric, USA, erstmal auf den Markt gebracht. Der Erfinder dieses Klemmentyps war John H. Williams, der zu dieser Zeit bei der Cuyahoga Telephone Company beschäftigt war.

## Funktion
Zur elektrischen und mechanischen Kontaktierung wird der Leiter von zwei gegenüberliegenden Zahnreihen erfasst. Oft ist eine Zahnreihe schmaler, so dass die beiden Teile der Klammer ohne Leiter ineinander ruhen. Durch eine Feder werden die Zähne um den Leiter gepresst. Die Federpressung erfolgt dabei auf die gleiche Weise wie z. B. bei einer Wäscheklammer.

## Ausführungen
Bei diesen Klemmen gibt es zwei unterschiedliche Ausführungen. Im ersten Fall ist entweder an einem Ende oder an beiden Enden einer Leitung jeweils eine Krokodilklemme angeschlossen. Im zweiten Fall handelt es sich um eine elektrische Kontaktklemme, die an der einen Seite eine Krokodilklemme besitzt und an der anderen Seite direkt mit einem Bananenstecker verbunden werden kann.
Die Klemme kann komplett unisoliert sein oder kunststoffummantelt, wobei nur der Kontaktbereich freigelassen wird, um die Berührungssicherheit zu erhöhen.
Die maximal zulässigen Stromstärken können im Bereich von wenigen mA bis mehreren hundert A liegen. Abhängig vom zulässigen Strom werden die Klemmen mit unterschiedlichen Querschnitten realisiert.

## Namensgebung
Die Bezeichnung dieser Klemme ergibt aus der Ähnlichkeit der Klemmung mit dem Gebiss des Krokodils. Im Englischen wird der Klemmentyp als Crocodile Clip oder Alligator Clip bezeichnet.

## Anwendung und Varianten

### Elektrische Verbindung
Krokodilklemmen werden zur schnell herstellbaren bzw. lösbaren elektrischen Verbindung beispielsweise in Elektronikwerkstätten oder -labors benutzt.
Laborübliche Ausführungen können je nach Federkraft, Zahnung und Materialquerschnitt Maximalströme von wenigen mA bis etwa 15 Ampere übertragen. Die Bedienung erfolgt mit Daumen und einem bis zwei weiteren Fingern, die an der Gegenseite dagegendrücken, um das Maul der Klemme vor dem Hebelgelenk gegen die Federkraft zu öffnen.
In der Anwendung als Starthilfekabel für den fremd unterstützten Anlassvorgang bei Verbrennungsmotoren sind die Abmessungen und die Federkraft deutlich größer. Das Griffpaar wird mit der ganzen Hand zusammengepresst, um die Klemme zu öffnen; die Ströme können kurzzeitig im Bereich von mehreren hundert Ampere liegen.
Kleine (mit 2–3 cm Gesamtlänge) und mittlere (4–5 cm) sind aus blankem oder meist vernickeltem Messingblech hergestellt. Die 60–90 Grad spitzwinkeligen Zähne der Maulschenkel können eher Spitze auf Lücke oder Spitze auf Spitze zusammentreffen.
Das Maul mittelgroßer Klemmen kann vorne „flach“ ausgeformt sein, um bis zu haardünne Drähte längs zu klemmen. Dazu umgreift typisch eine quer rechtwinkelig geknickte Maulschenkelfront mit hier tief eingeschnittenem „V“ die mit dem Flachstück endende Front des anderen Schenkels. Am Maulgrund mittlerer Klemmen sind die Schenkelinnenseiten häufig so eingebuchtet ausgeführt, dass hier Gewinde und Stäbe bis 4 mm Durchmesser, also auch Bananenstecker, quer gehalten werden können.
Mittlere Klemmen bilden hinten längs meist eine kurze Aufnahme für einen 4-mm-Bananenstecker aus. Diese geschlitzte Blechhülse kann auch als Knickschutz für eine davor angelötete oder unter einen Schraubenkopf geklemmte Leitung dienen. Aufwendigere Klemmen dieser Größe weisen ein Isoliergehäuse und eine massivere Buchse zur Aufnahme eines Bananensteckers in voller Länge auf.
Kleine Klemmen werden meist gebrauchsfertig mit dünnen Litzenkabeln verpresst geliefert. 10er-Sets in 5 oder 10 verschiedenen Farben der Isolierungen der Drähte und Klemmen sind üblich. Nur wenige Millimeter steht das blanke Metallmaul vorne vor. Noch feiner umgreift der vorne zum „L“ oder „U“ umgebogen Draht eines Klemmentyps, der noch aus einer ziehenden Schraubenfeder, Bedienknopf und Rohrhülse gebildet wird.
Die typisch 7–12 cm langen Klemmen von Starthilfe- und Ladegeräten für Autobatterien sind typisch aus verzinktem Stahlblech und sind bereits erzeugungsseitig mit den Litzenkabeln mit typisch 10 bis 25 mm² Kupferquerschnitt verpresst. Die Schenkel ihrer Klemmenmäuler haben an jeder Seite 1–2 und an der Maul-Front eine weitere Einbuchtung zum Klemmen von dicken Kabeln, Klemmstücken oder den bis zu 20 mm Durchmesser aufweisenden Batterieanschlusspolen aus Blei. Meist sind nur die Bedienseiten der Schenkel isoliert.

### Mechanische Fixierung
Bekannte Anwendungen für das mechanische Fixieren von Gegenständen sind:
- Aufhängung textiler Behänge.[11]
- Flexible Aufängungsanbringung an Geschirr- und Handtüchern[12]
- Gewichtsanbringung an Tischdecken[12]
- Zettel- oder Kartenklemmhalter auf Schreibtischen und in Regalen
- Befestigung von Dental-Lätzchen am Patienten, auch als Einwegartikel[13]
- Als Beleuchtungklammer (engl. Gaffer/Gator grib) bei der Film-Beleuchtung[14]

## Sicherheit
Dadurch, dass bei den meisten Modellen spannungsführende Teile berührt werden können, sollten sie entweder nur für Schutzkleinspannung oder nur unter der Beachtung von Sicherheitsabständen zu den Klemmen genutzt werden. Kontaktierungen unter elektrischer Spannung sind besonders gefährlich, da die Metallkontakte bei der Anwendung sehr leicht berührt werden können.
Darüber hinaus kann es bei hohen Stromstärken zu Erwärmung der Metallkontakte und der Verbindungsleitung kommen, wodurch bei unzureichender Qualität die Leitungsisolierung schmelzen kann. Wie Bananenstecker sollten diese Klemmen deshalb nur von geschultem Personal verwendet werden.